# Antoine Bohier
Ne doit pas être confondu avec son cousin germain également cardinal Antoine Duprat
Pour les articles homonymes, voir Bohier et Duprat.
Antoine Bohier, né vers 1462 à Issoire en Auvergne, et mort le 27 novembre 1519 à Blois, est un cardinal français du XVIe siècle.

## Repères biographiques
Ayant embrassé la carrière ecclésiastique, il est moine bénédictin à Fécamp, et grâce à l'influence de son frère aîné Thomas, est nommé abbé de Saint-Ouen de Rouen en 1495.
Il est reçu conseiller clerc au parlement de Normandie le 1er octobre 1499.
En 1505, il est nommé à l'abbaye de la Trinité de Fécamp, puis il est abbé à Issoire.
Nommé 92e archevêque de Bourges, il fait son entrée dans la cathédrale le dimanche 15 février 1514.
Le pape Léon X le créé cardinal lors du consistoire du 1er avril 1517, et il est cardinal-prêtre au titre de Sainte-Anastasie le 25 mai, puis de Sainte-Sabine à la recommandation de François Ier, et par le crédit du chancelier de France Antoine Du Prat, son cousin.

## Décès
Le 27 novembre 1519, il décède à Blois, où se trouvait la Cour, et son corps est transporté à Bourges dans son église cathédrale, où il est enterré dans la nef proche de la chaire du prédicateur avec une inscription autour de sa tombe.

## Famille

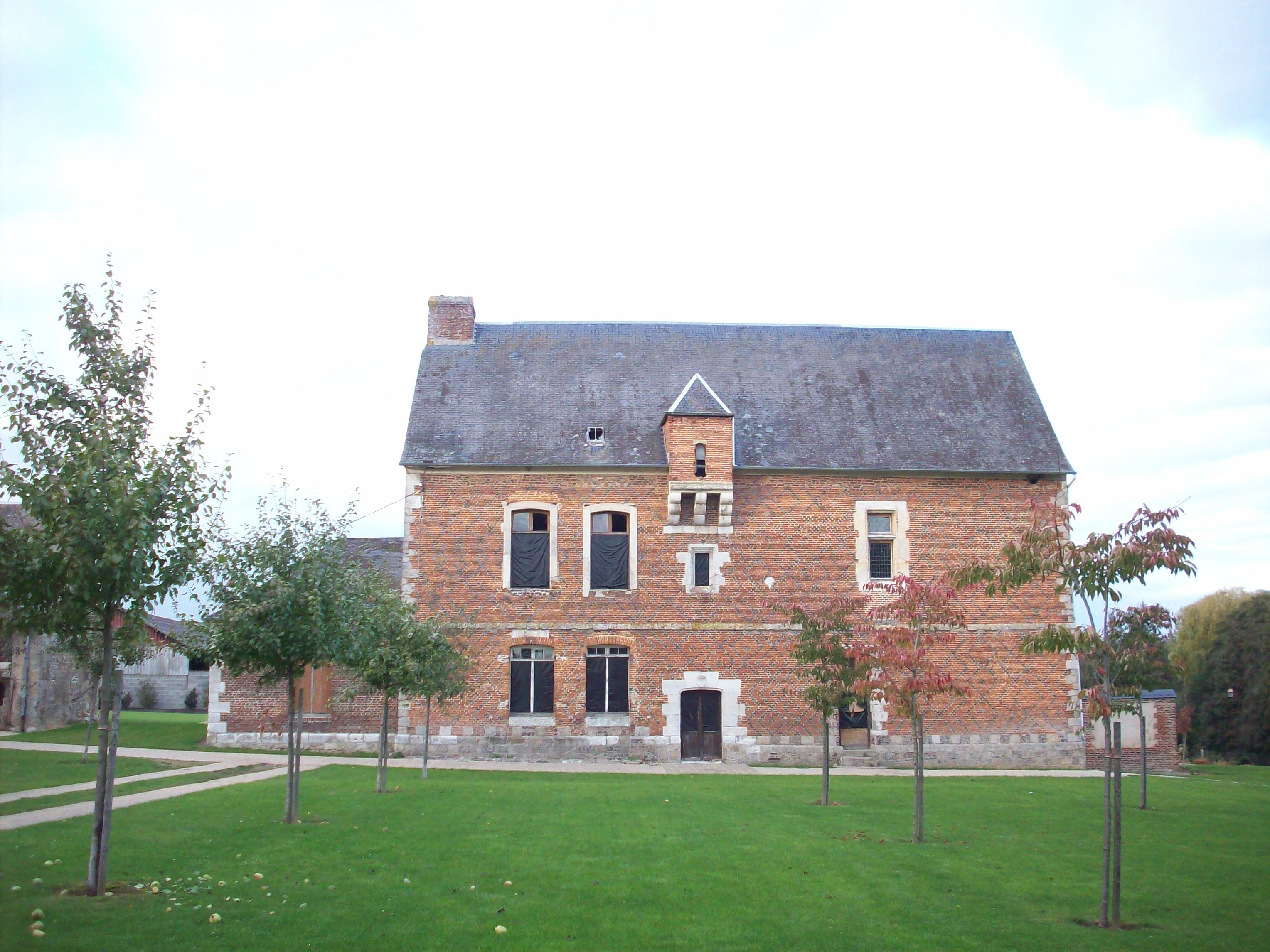
Son manoir de Colmont, bâti en 1497.

Troisième enfant d'Austremoine Bohier et d'Anne Duprat, il a pour frères et sœurs :
- Alix Bohier, mariée à Jacques Ch..., écuyer
- Thomas Bohier, secrétaire du roi Charles VIII, maire de Tours en 1497. Il construit le Château de Chenonceau
- André (mort jeune)
- Jean Bohier, évêque de Nevers en 1508
- puis Catherine, Claude, Charlotte, Geneviève, et Madeleine.

Son demi-frère, issu du premier mariage de son père avec Béraude Bayard :
- Henry Bohier, maire de Tours en 1506, bailli royal de Mâcon, sénéchal de Lyon et général des finances

Il est cousin germain avec Antoine Du Prat.
Armes : « d’or, au lion d’azur, au chef de gueules ».